# 1re étape du Tour d'Italie 2014
Pour un article plus général, voir Tour d'Italie 2014.
La 1re étape du Tour d'Italie 2014 s'est déroulée le vendredi 9 mai 2014, à travers la ville de Belfast (Irlande du Nord) sur une distance de 21,7 km courue sous la forme d'un contre la montre par équipe. La 97e édition de la grande boucle italienne démarre un vendredi, et non un samedi comme à l'accoutumée, l'organisateur ayant obtenu l'autorisation de l'UCI pour offrir une journée de repos supplémentaire en raison du transfert entre l'Irlande et l'Italie après la 3e étape. L'étape est remportée par l'équipe australienne Orica-GreenEDGE. Le Canadien Svein Tuft (Orica-GreenEDGE) s'empare du premier maillot rose de la course.

## Parcours
Le parcours du contre-la-montre inaugural ne présente aucune difficulté particulière. Deux points chronométriques intermédiaires situés à 13,8 puis à 6,4 km de l'arrivée. Celle-ci a lieu après 21,7 km de course,.

## Déroulement de la course
C'est la formation australienne Orica-GreenEDGE, favorite de l'étape, qui a remporté l'étape respectivement cinq et sept secondes devant les équipes belge Omega Pharma-Quick Step et Américaine BMC Racing,,,,.
Au niveau du classement général, le Canadien Svein Tuft (Orica-GreenEDGE), premier de son équipe à avoir franchi la ligne d'arrivée, s'empare du maillot rose,, le jour de son anniversaire devant ses coéquipiers l'Australien Luke Durbridge, premier leader du classement du meilleur jeune, et le Néerlandais Pieter Weening.
À noter aussi que l'étape, courue en partie sous la pluie et sur une chaussée mouillée, a vu une chute collective de quatre coureurs de l'équipe Garmin-Sharp qui a conduit son leader l'Irlandais Daniel Martin, l'un des outsiders de cette édition 2014 du Giro, à l’abandon à la suite d'une fracture de la clavicule,, tandis que l'Espagnol Koldo Fernández a su rallier l'arrivée malgré la même fracture mais finit hors délais et ne repartira donc pas le lendemain,.
Parmi les favoris pour le classement général, le Colombien Rigoberto Urán (Omega Pharma-Quick Step) réalise la meilleure opération tout comme l'Australien Cadel Evans (BMC Racing) qui le talonne de deux secondes tandis que Nairo Quintana (Movistar) pointe à 50 secondes de son compatriote Urán alors que l'Espagnol Joaquim Rodríguez (Katusha) perd lui 1 minute et 28 secondes sur le coureur d'Omega Pharma-Quick Step,.
Du côté des outsiders, par rapport à Urán, le Polonais Rafał Majka et l'Irlandais Nicolas Roche (Tinkoff-Saxo) sont à 18 secondes, les Italiens Michele Scarponi (Astana), Ivan Basso (Cannondale) et Domenico Pozzovivo (AG2R La Mondiale) respectivement à 33, 48 et 53 secondes et le Polonais Przemysław Niemiec (Lampre-Merida) à 1 minute et 15 secondes. Le vainqueur de 2012 le Canadien Ryder Hesjedal perd quant à lui 3 minutes et 21 secondes sur le Colombien à la suite de la chute collective de son équipe Garmin-Sharp.

## Résultats

### Classement de l'étape
|    | Équipe                  | Pays        |    | Temps       |
| -- | ----------------------- | ----------- | -- | ----------- |
| 1  | Orica-GreenEDGE         | Australie   | en | 24 min 42 s |
| 2  | Omega Pharma-Quick Step | Belgique    | +  | 5 s         |
| 3  | BMC Racing              | États-Unis  |    | 7 s         |
| 4  | Tinkoff-Saxo            | Russie      |    | 23 s        |
| 5  | Sky                     | Royaume-Uni |    | 35 s        |
| 6  | Astana                  | Kazakhstan  |    | 38 s        |
| 7  | Cannondale              | Italie      |    | 53 s        |
| 8  | Movistar                | Espagne     |    | 55 s        |
| 9  | Giant-Shimano           | Pays-Bas    |    | 56 s        |
| 10 | AG2R La Mondiale        | France      |    | 58 s        |

## Classements à l'issue de l'étape

### Classement général
|    | Cycliste           | Pays      | Équipe                  |    | Temps       |
| -- | ------------------ | --------- | ----------------------- | -- | ----------- |
| 1  | Svein Tuft         | Canada    | Orica-GreenEDGE         | en | 24 min 42 s |
| 2  | Luke Durbridge     | Australie | Orica-GreenEDGE         | +  | 0 s         |
| 3  | Pieter Weening     | Pays-Bas  | Orica-GreenEDGE         |    | 0 s         |
| 4  | Cameron Meyer      | Australie | Orica-GreenEDGE         |    | 0 s         |
| 5  | Michael Matthews   | Australie | Orica-GreenEDGE         |    | 0 s         |
| 6  | Ivan Santaromita   | Italie    | Orica-GreenEDGE         |    | 0 s         |
| 7  | Pieter Serry       | Belgique  | Omega Pharma-Quick Step |    | 5 s         |
| 8  | Gianluca Brambilla | Italie    | Omega Pharma-Quick Step |    | 5 s         |
| 9  | Rigoberto Urán     | Colombie  | Omega Pharma-Quick Step |    | 5 s         |
| 10 | Serge Pauwels      | Belgique  | Omega Pharma-Quick Step |    | 5 s         |

### Classement par points
Non décerné.

### Classement du meilleur grimpeur
Non décerné.

### Classement du meilleur jeune
|   | Cycliste         | Pays      | Équipe                  |    | Temps       |
| - | ---------------- | --------- | ----------------------- | -- | ----------- |
| 1 | Luke Durbridge   | Australie | Orica-GreenEDGE         | en | 24 min 42 s |
| 2 | Michael Matthews | Australie | Orica-GreenEDGE         | +  | 0 s         |
| 3 | Julien Vermote   | Belgique  | Omega Pharma-Quick Step |    | 5 s         |

### Classements par équipes

#### Classement au temps
|   | Équipe                  | Pays       |    | Temps       |
| - | ----------------------- | ---------- | -- | ----------- |
| 1 | Orica-GreenEDGE         | Australie  | en | 24 min 42 s |
| 2 | Omega Pharma-Quick Step | Belgique   | +  | 5 s         |
| 3 | BMC Racing              | États-Unis |    | 7 s         |

#### Classement aux points
|   | Équipe                  | Pays       | Points |
| - | ----------------------- | ---------- | ------ |
| 1 | Orica-GreenEDGE         | Australie  | 25     |
| 2 | Omega Pharma-Quick Step | Belgique   | 20     |
| 3 | BMC Racing              | États-Unis | 18     |

## Abandons
- Koldo Fernández (Garmin-Sharp) : hors délais
- Daniel Martin (Garmin-Sharp) : abandon sur chute